# Terike Haapoja
Terike Haapoja, född 1974, är en finländsk konstnär baserad i New York. Hon har bland annat vunnit ANTI Festival International Prize for Live Art 2016. Hon representerade Finland på Venedigbiennalen 2013 med soloutställningen Closed Circuit – Open Duration i Nordiska paviljongen. 
Haapojas verk består ofta av storskaliga installationer som kombinerar objekt, text, video och annan teknologi i gestaltningar som behandlar relationen mellan människa och natur och som ifrågasätter den antropocentriska världsbilden. Många av hennes projekt iscensätter situationer där de vanligtvis icke-representerade, de som är andra än människor, synliggörs. Ett exempel är projektet History of Others (från 2012), där hon tillsammans med författaren Laura Gustafsson skriver de andras historia.